# Biegus łyżkodzioby
Biegus łyżkodzioby (Calidris pygmaea) – gatunek małego, wędrownego ptaka z rodziny bekasowatych (Scolopacidae). Jest krytycznie zagrożony wyginięciem.

## Zasięg występowania
W sezonie lęgowym występuje na wybrzeżach północno-wschodniej Rosji od Półwyspu Czukockiego po północną Kamczatkę. Zimuje na wybrzeżach od południowych Chin przez kontynentalną Azję Południowo-Wschodnią po Bangladesz. Bardzo rzadko zalatuje także do USA, Kanady, Indii czy na Cejlon. Zasięg występowania obejmuje około 355 000 km².

## Systematyka
Karol Linneusz w 10. edycji Systema Naturae z 1758 roku opisał go pod nazwą Platalea pygmea. Gatunek często bywał umieszczany w monotypowym rodzaju Eurynorhynchus, obecnie jednak systematycy zgodnie zaliczają go do rodzaju Calidris. Nie wyróżnia się podgatunków.

## Morfologia
WyglądPtak wielkości wróbla. Ma spłaszczony na końcu dziób (podobny do dziobów warzęch). Od dzioba warzęch jego dziób różni się tym, iż na samym końcu ma jeszcze króciutki, nierozszerzony odcinek. Jest on czarny i błyszczący. W szacie godowej ma rdzawą pierś i głowę, aż do karku, tam się „rozpływa”. Przez oko biegnie czarny pasek, za pokrywami usznymi zakręca w dół i tam się kończy. Tył głowy jest w dość grube, czarne pasy. Czoło jest bez plam, jasnopomarańczowokremowe. Boki i dolny środek piersi w małe, rzadko rozmieszczone plamki. Są kształtu pionowej, cienkiej kreski i wychodzą nieznacznie za rudą pierś. Po bokach są już na brązowopomarańczowym tle i są znacznie grubsze i większe. Na grzbiecie czarne pióra z żółtopomarańczowymi brzegami, tak jak i lotki, ale te najbardziej ostatnie są czarne. Spód ciała cały biały. Nogi czarne. Sterówki brązowe. W szacie spoczynkowej ciemię szare w okrągłe, czarne plamki. Na karku bardzo jasnoszara półobroża, a pod nią rozmyta, ciemnoszarobrązowawa plamka. Cały spód ciała biały, od okolic dzioba, poprzez pierś aż do pokryw podogonowych. Ogon brązowy. Na karku i w jego okolicach pióra szare z białym brzegami, wyglądają jak łuski. W dalszej części, na wierzchu ciała przez środek chorągiewki biegnie prawie czarna, pionowa linia. Przy samym brzegu skrzydła wnętrze piór ciemniejsze, bez kreski. Lotki także czarne, ale na brzegu żółtokremowe.
Wymiary
- długość ciała: 15 cm
  - długość dzioba: 1,9–2,4 cm
  - długość ogona: 3,7–3,9 cm
- rozpiętość skrzydeł: 41 cm
- masa ciała: 31–34 g

## Ekologia i zachowanie
BiotopW czasie lęgów morskie wybrzeża z piaszczystymi wzniesieniami, które są porośnięte rzadką trawą, w bliskości słodkowodnych zbiorników i mokradeł. Zimuje na morskich terasach zalewowych.
ZachowanieW czasie żerowania „zamiata” dziobem na boki w mule albo w wodzie.
GłosCiche „priip” albo przenikliwe „łiit”. Piosenka to opadające i bzyczące „priir-prr-prr”.
PożywienieSą to głównie owady, również małe skorupiaki i nasiona.
LęgiWyprowadza 1 lęg w sezonie. Gniazdo jest płytkie, ma kształt miseczki; zrobione z mchu i wyściełane liśćmi. Składa 4 jaja inkubowane przez 18–20 dni. Po 17–19 dniach pisklęta latają.

## Status i zagrożenia
Międzynarodowa Unia Ochrony Przyrody (IUCN) od 2008 roku uznaje biegusa łyżkodziobego za gatunek krytycznie zagrożony (CR – Critically Endangered); wcześniej, od 2004 roku klasyfikowano go jako gatunek zagrożony (EN – Endangered), a od 1994 jako gatunek narażony (VU – Vulnerable). Populacja jest szacowana na ok. 240–620 dorosłych osobników, a jej trend jest spadkowy. Zagraża mu kłusownictwo, niepokojenie i utrata siedlisk wykorzystywanych w trakcie migracji i na zimowiskach.